# キリン部隊
キリン部隊（キリンぶたい）とは、日本の新左翼が街頭闘争（いわゆるデモ活動や暴動）を起こす際に活動する部隊の一つ。

## 概要
羽田事件以降、新左翼活動家は角材を武器にして暴力的なデモを行うようになった。しかし角材の所持に対して凶器準備集合罪が適用されるようになったため、1970年頃から角材に代わって、先端に旗を付けた竹竿を使うようになった。つまり「これは旗竿であって、凶器準備集合罪が定義する凶器ではない」という理屈である。この旗付きの竹竿の形状がキリンの首に似ていることから、この旗竿軍団のことを「キリン部隊」と呼ぶようになった。